# Companhia Mineira de Eletricidade
Companhia Mineira de Eletricidade (C.M.E.) foi uma empresa geradora e fornecedora de energia da cidade de Juiz de Fora, Minas Gerais.
A companhia foi fundada por Bernardo Mascarenhas e Francisco Batista de Oliveira em 1888. A C.M.E. construiu a primeira usina hidrelétrica do Brasil, Marmelos-Zero, no Rio Paraibuna, em Juiz de Fora, no ano seguinte. Posteriormente foram construídas outras usinas no mesmo rio.
A companhia foi de extrema importância para a industrialização de Juiz de Fora, que no início do século XX era a cidade mais rica e industrial de Minas Gerais, sendo suplantada somente pelo Rio de Janeiro e São Paulo no Brasil.
Foi responsável ainda pela implementação dos bondes elétricos na cidade, após adquirir a Companhia Ferrocarrial Bondes de Juiz de Fora. O empreendimento foi tão bem-sucedido que, na década de 1930, a C.M.E. já fabricava seus próprios bondes. A partir de 1954, no entanto, o serviço foi assumido pelo Departamento Autônomo de Bondes.
A partir dos anos 50, a C.M.E entrou em decadência e o ritmo de produção de energia não acompanhou a demanda, de certa forma afetando o progresso de Juiz de Fora.
Em 1980 a companhia foi absorvida pela CEMIG.